# Bismuth(III) oxide
Bismuth(III) Oxide (công thức hóa học Bi2O3) có lẽ là hợp chất quan trọng nhất đối với ngành công nghiệp trong lĩnh vực chuyên về nguyên tố bismuth. Hợp chất này là điểm khởi đầu cho mọi hợp chất hóa học của bismuth. Hợp chất này được tìm thấy một cách tự nhiên dưới dạng khoáng chất bismit (đơn nghiêng) và sphaerobismoit (bốn phương, hiếm hơn nhiều), nhưng nó thường được tìm thấy như là một sản phẩm phụ của việc nấu chảy đồng và quặng chì. Bismuth(III) Oxide thường được sử dụng để tạo ra hiệu ứng "quả trứng rồng" trong pháo hoa, thay thế chì đỏ.

## Điều chế
Bismuth(III) Oxide được điều chế phục vụ nhu cầu sản xuất thương mại, bắt đầu từ nguyên liệu là kim loại bismuth phân cực.
Cách thứ hai để sản xuất hợp chất này, là hòa tan bismuth trong axit nitric nóng. Sau đó, cho thêm vào natri hydroxide dư, đi kèm với gia nhiệt liên tục của hỗn hợp sẽ tạo ra kết tủa bismuth(III) Oxide dưới dạng bột màu vàng đậm. Ngoài ra, hợp chất này còn có thể được điều chế bằng cách phân hủy bismuth(III) hydroxide.

## Phản ứng
oxy hóa bismuth(III) Oxide với amoni persulfat và soda caustic pha loãng, tạo thành hợp chất bismuth(IV) Oxide. Cũng có thể điều chế ra bismuth(IV) Oxide bằng cách sử dụng các tác nhân oxy hóa khác như kali ferricyanua.
Điện phân bismuth(III) Oxide trong dung dịch kiềm nóng trong dung dịch kiềm sẽ tạo ra một kết tủa màu đỏ tươi của bismuth(V) Oxide. Bismuth(III) Oxide phản ứng với các axit để tạo ra các muối bismuth(III) tương ứng.
Hợp chất này phản ứng với anhydride acetic và axit oleic tạo thành hợp chất bismuth(III) oleat.